# Krazy Kat
Krazy Kat (también conocido como "Krazy & Ignatz") es una tira de prensa, creada por George Herriman, que se publicó en periódicos estadounidenses entre 1913 y 1944. Apareció por primera vez en el diario New York Evening Journal, propiedad del magnate de la prensa William Randolph Hearst. Hearst fue un profundo admirador de la obra de Herriman y mantuvo la tira en sus periódicos durante 20 años, a pesar de no gozar con demasiada aceptación entre el público.
Ambientada en un idealizado condado de Coconino, Arizona, habitual lugar de vacaciones de Herriman, Krazy Kat es una peculiar mezcla de surrealismo, inocencia y romanticismo, y está dotada de un lenguaje tan poético y avanzado para su tiempo y su época que ha hecho las delicias de aficionados y críticos a lo largo de más de ochenta años.
La tira se centra en las aventuras del gato Krazy y del ratón Ignatz. Krazy es un gato de sexo indefinido, unas veces aparece como gato y en otras como gata.[cita requerida] Ignatz es un ratón muy gruñón y su amor no correspondido, el cual la aborrece y siempre le lanza ladrillos a la cabeza con una más que excelente puntería. Sin embargo, Krazy interpreta los ladrillazos como actos de amor, lo que le hace continuar con su enamoramiento. A su vez, el ratón Ignatz tiene que estar en la cárcel de Coconino, una prisión construida, como no podía ser de otra manera, de ladrillos. Tanto los dos protagonistas como el resto de personajes que pueblan el universo de la serie son animales antropomórficos.
A pesar de su aparente simplicidad, pues a primera vista parece no ir más allá del simple slapstick, o de su aspecto primitivo, se pueden apreciar el gusto por los detalles de Herriman, lo sofisticado de la puesta en escena, la creatividad verbal y visual del autor y sus arriesgados planteamientos, que van más allá de la simple violencia física. Todo esto ha hecho de Krazy Kat una de las primeras tiras cómicas reconocidas y tomadas en serio por intelectuales, que la consideraron merecedora del título de "arte serio". Gilbert Seldes, un notable crítico de arte de la época, escribió un largo panegírico sobre la tira en 1924, refiriéndose a ella como "la tira cómica más fantástica, satisfactoria y divertida que se publica actualmente en Estados Unidos".
El afamado E. E. Cummings, otro admirador de Herriman, escribió el prólogo de la primera recopilación en formato de libro de la tira. A pesar de su más que modesto recibimiento inicial, muchos dibujantes modernos han reconocido a Krazy Kat como una de sus mayores influencias.

## Historia

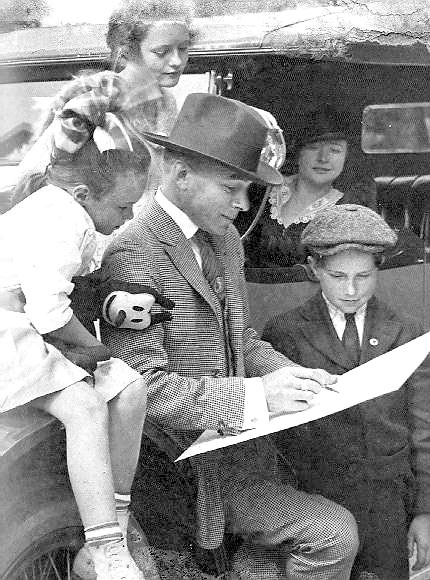
George Herriman con su mujer e hijos.

Después de haber trabajado para otros periódicos, en 1910 Herriman entró a formar parte de la plantilla de The New York Journal. Por aquel entonces en la prensa de Nueva York ya trabajaban dibujantes como Winsor McCay (Little Nemo in Slumberland), Rudolph Dirks (The Katzenjammer Kids) o Cliff Sterrett (Polly and her pals). Seis días después de llegar a Nueva York, Herriman debutó en el periódico con una tira cómica llamada The Dingbat Family (The Family Upstairs a partir del 1 de agosto de 1910), sobre una familia formada por un oficinista, su mujer, sus hijos y su gato, que tratan de descubrir quiénes eran los miembros de la extraña familia que vive encima de ellos: The Family Upstairs puede traducirse como "La familia de arriba". El 26 de julio de 1910, como complemento a la tira, y en el tiempo que le sobraba de su jornada, el autor añadió, en la parte inferior, una historia secundaria de pequeño tamaño acerca de las peripecias de un ratón y el gato de la familia Dingbat; en esa primera tira se puede ver al ratón cogiendo una pelota y tirándola a la cabeza del gato, que se queda sorprendido. En un principio no era más que un complemento secundario, que apenas distraía de la trama principal; ambos animales ni hablaban ni tenían nombre.
En la obra de Herriman anterior a Krazy Kat no es raro advertir la presencia de felinos. Se ha querido ver precedentes de Krazy en gatos que tienen apariciones puntuales en tiras más antiguas del autor, como Lariat Pete (1903), Zoo Zoo (1906) y Baron Mooch (1909).

### Primeros pasos y nacimiento de la tira (1910-1916)
Con el paso del tiempo, estos pequeños dibujos en la parte inferior de la tira pasarían a ser una pequeña tira propia. El 17 de agosto de 1910 se dio por primera vez al gato el nombre de "Krazy Kat". Estas primeras tiras se centraban en la exploración de las diferentes formas en las que el ratón podía agredir al gato mediante el uso de los más diversos objetos. En algún momento apareció Bull Pupp, un perro bulldog, más tarde conocido como oficial Pupp, aunque sin cumplir aún el rol asignado como tercer vértice del triángulo que sería posteriormente el eje de la serie. El tono de la tira seguía siendo, esencialmente, el del slapstick. En el verano de 1912, esta primitiva tira de Krazy Kat reemplazó durante unas semanas a The Family Upstairs, para volver después a su papel subsidiario. El 28 de octubre de 1913 pasa a ser una tira independiente, con título propio, Krazy Kat and Ignatz, ubicada al lado de The Dingbat Family, con la novedad de desarrollar su acción verticalmente en vez de horizontalmente, como era habitual en el resto de tiras. Su publicación se extendió a otras cabeceras, a través de King Features Syndicate.

### Consolidación (1916)
La primera sunday strip de Krazy Kat apareció el 23 de abril de 1916 en la sección semanal de Art & Scene (arte y drama), lo que permitió que la tira comenzase a llegar a un público más amplio. Durante este año, desde febrero, protagonizaron sus primeras adaptaciones animadas: 14 cortos hasta abril de 1916. Su ubicación en esta sección, y no en la habitual de las tiras cómicas, se debió a las objeciones de los editores, que no consideraban a Krazy Kat una tira apta. Pero William Randolph Hearst, que posiblemente ya conocía la tira, quedó tan encantado con el nuevo formato que otorgó a Herriman toda la libertad creativa que deseara; aparte de subirle el sueldo y un contrato vitalicio.
Era la primera vez que los personajes tenían una página completa y, por ir destinada a un público más acorde, Herriman decidió explorar al máximo las posibilidades narrativas del nuevo formato como nadie había hecho antes. Durante sus inicios, la página dominical fue contando fábulas e historias acerca de cómo el petirrojo adquirió su característico plumaje colorado o por qué los gatos tienen miedo al agua. A la vez, el rico plantel de secundarios iba definiéndose cada vez más, destacando el ya conocido oficial Pupp, Gooseberry Sprigg, Don Kiyoti y Sancho Pansy, Kolin Kelly, Walter Cephus Austridge o Mathilda, la mujer de Ignatz, y sus hijos.
El nuevo formato, más amplio, permitió a Herriman crear fondos más elaborados que le permitieron dotar a su mundo de una ambientación más surrealista, invirtiendo constantemente cualquier tipo de lógica y racionalidad. La completa libertad creativa de la que gozaba le permitió otorgar a la tira de una identidad propia que dejó a sus personajes crecer libremente sin restricciones racionales.

### Años 1920

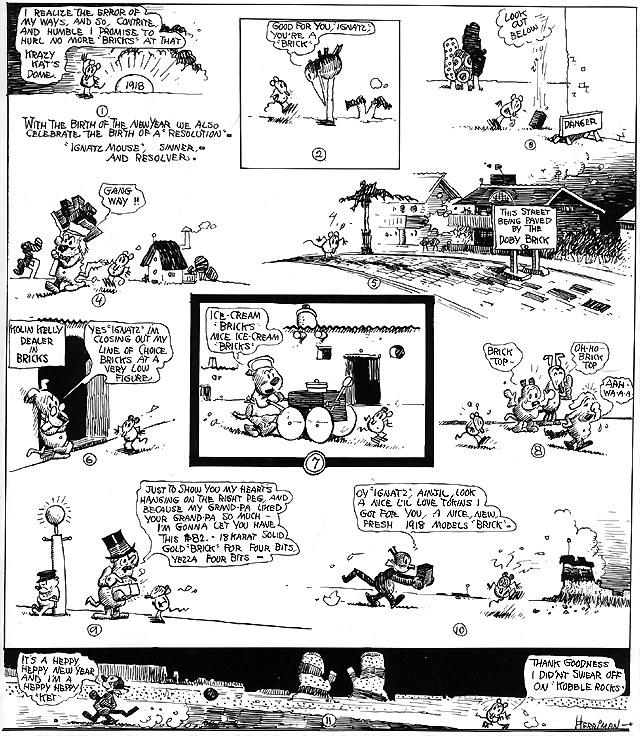
Ignatz decide no tirar más ladrillos a Krazy. Sin embargo la tentación de hacerlo le persigue a todas partes, hasta que finalmente encuentra una salida para saciar su pasión.
Publicada el domingo 6 de enero de 1918
Pulsar para ver más grande.

Los años 1920 fueron la época de mayor popularidad de la serie, que nunca fue demasiada, sobre todo en los sectores más intelectuales; Bill Watterson afirmaría, décadas después, que Krazy Kat nunca fue una tira de éxito, pero que consiguió ser algo mejor. Además de los cortos producidos por International Film Service (propiedad de Hearst), se estrenó un número de ballet jazzístico basado en la tira escrito y producido por John Alden Carpenter, que se estrenó en enero de 1922; a pesar de que el espectáculo llenó durante dos noches de representación, y que obtuvo críticas positivas de The New York Times y The New Republic, el éxito no fue el que Hearts esperaba. Gilbert Seldes, prestigioso crítico de Vanity Fair, escribió un artículo titulado "Golla, Golla the Comic Strip’s Art" en el que glosaba las maravillas de Krazy Kat. Otros autores, contemporáneos o posteriores, también manifestaron su admiración por la tira. Entre ellos están E. E. Cummings, Willem de Kooning, H. L. Mencken, Jack Kerouac, Pablo Picasso, Michael Chabon y Will Eisner. Autores recientes han querido ver en Krazy Kat un reflejo del dadaísmo o un precursor del postmodernismo.
De agosto de 1925 a septiembre de 1929 King Features Syndicate obligó a Herriman a dibujar su página de forma que pudiera ser dividida en dos tiras de cuatro viñetas, algo que incomodó al autor ya que le limitaba su libertad creativa, pero que quedaba compensado con el hecho de que, gracias al patrocinio de Hearst, no tendría que preocuparse nunca más por problemas económicos y seguiría teniendo total libertad para dibujar lo que quisiera.

### Años 1930-1940
Krazy Kat no fue la única tira cómica que Herriman dibujó para Hearst. Durante los años 1920 y 1930 creó las series Stumble Inn (1922-1926), Us Husbands (1926), Mistakes will Apeen (1926) o Bernie Burns (anteriormente Embarrassing Moments 1928-1932). Tras el final de Bernie Burns, en 1932, se dedicó en exclusiva a Krazy Kat.
En junio de 1935 Hearst trasladó a Krazy Kat a la sección dominical en color y en formato tabloide, aunque ya en 1922, y durante 10 páginas, se había visto a los personajes a todo color. La salud de Herriman se había ido resintiendo a lo largo de estos años, y la muerte de su esposa Mabel en 1934, y de su hija Bobbie en 1939, junto a una cada vez más creciente artritis y el poco interés de los lectores, restringieron mucho la producción de la tira. Cada vez más aislado y alejado del mundo, en compañía de sus diez gatos y cinco perros, solo el contrato vitalicio con Hearst le permitió dibujar la tira hasta el final de su vida. La artritis y la propia evolución de su estilo hicieron que el dibujo fuera siendo cada vez más esquemático, siendo sustituido el complejo rayado inicial por un uso cada vez más activo y consciente del color, mientras que los numerosos secundarios fueron desapareciendo en favor de los dos personajes principales: Krazy Kat y Ignatz Mouse. El único personaje secundario que no desapareció fue el oficial Bull Pupp.
Herriman continuó dibujando las alocadas desventuras del gato y del ratón hasta el día de su muerte el 25 de abril de 1944 a causa de una cirrosis hepática no alcohólica. Sus cenizas fueron arrojadas en el Monument Valley que tantas veces había recreado en sus dibujos. Tras haber publicado casi 3000 tiras cómicas, Hearst canceló la serie al negarse a que otro autor la continuara.

## Análisis
"Krazy Kat es un ensayo virtual de la esencia de la historieta frente a otros medios, es decir, expresa a la perfección cosas que difícilmente se pueden trasladar a otro medio (…) cielos que pasan de negro a blanco de una viñeta a otra, monólogos barrocos y autoconscientes, un paisaje que cambia y se comporta casi como un personaje más, y un sentido poético que impregna la totalidad de la obra y que sin embargo no restringe su capacidad humorística".
"Bill Watterson,
Introducción a The Komplete Kolor Krazy Kat".

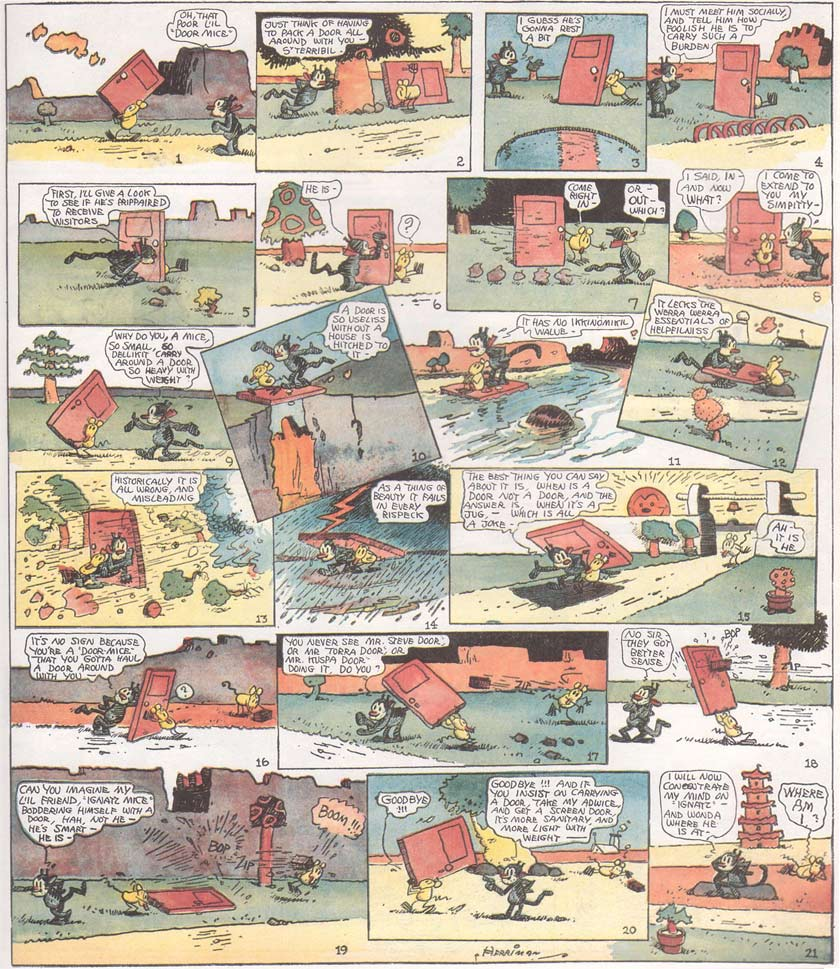
Una temprana página de los sábados, en color, donde Krazy intenta entender por qué Door Mouse (un personaje secundario) se desplaza a todos lados cargando con una puerta. Se puede observar cómo cambian el color y la forma del escenario del fondo a cada viñeta.
Publicada el 21 de enero de 1922.
Pulsar en la imagen para ver más grande.

Krazy Kat se podría definir como la repetición recurrente de un mismo esquema: A ama a B, B ama a C y C detesta a A y odia (al parecer) a B. A es el oficial Pupp, un perro policía perdidamente enamorado de Krazy, que sería B, un gato de sexo indefinido que a su vez ama locamente a C, un ratón llamado Ignatz que no para de tirar ladrillos a la cabeza de Krazy (que ella interpreta como señales de amor) y en permanente conflicto con el oficial Pupp, que encarcela una y otra vez al ratón para proteger al gato que ama; a pesar de que es consciente de que el gato solo tiene ojos para su amado ratón Ignatz.
Este triángulo amoroso es el eje de todas las tiras de Krazy Kat, y es la habilidad de Herriman para sacar partido de esta, cuando menos, peculiar relación, lo que da valor a la obra; es la inherente complejidad que se esconde tras una premisa tan sencilla como la que Herriman muestra: la ambigua, y a veces extraña, relación entre los personajes, el cambiante paisaje como un personaje más, los desconcertantes actores secundarios o el surrealismo que muchas veces impregna la tira. Anticipando en años el sempiterno odio entre perros, gatos y ratones, muy explotado posteriormente en obras como Tom y Jerry o Tomy y Deily de los Simpson, entre otros, Herriman es muy cauto en cuanto a la relación entre personajes. Es difícil decir si el oficial Pupp siente amor pasional o solo paternal hacia el gato, o si la insistencia de Ignatz en acribillar a ladrillazos a Krazy es señal de auténtico odio. El sexo indefinido de Krazy conllevó acusaciones de homosexualidad, mientras que el deleite con el que Krazy soporta ladrillo tras ladrillo hizo pensar a más de un crítico en sadomasoquismo. Todo ello bajo el barniz de que son animales de especies diferentes, y por lo tanto su amor sería, en principio, imposible.
A pesar de que el concepto básico de la tira es sencillo, Herriman siempre encontraba la manera de alterar la fórmula. En ocasiones, el ratón Ignatz alcanza su objetivo de golpear a Krazy en la cabeza con un ladrillo, en otras ocasiones, sin embargo, el oficial Pupp se adelanta a sus planes, y encarcela al ratón. La intervención de otros personajes antropomórficos que pueblan el universo de la tira, o incluso de fuerzas de la naturaleza, en ocasiones altera la dinámica inicial de forma inesperada. En otras ocasiones los discursos de Krazy llegan a ser tan irritantes, que la tira finaliza con Ignatz yendo a buscar un ladrillo en la última viñeta. Herriman también gustaba de autoreferenciarse a sí mismo en clave de humor; ejemplo de ello es una tira en la que el oficial Pupp, después de haber arrestado por enésima vez a Ignatz, le recrimina al autor que aún no haya acabado de dibujar la prisión.
La reacción del público de la época fue variada, muchos se sintieron intrigados por el rechazo iconoclasta de Herriman a las formas convencionales y a los chistes simples propios de las tiras cómicas, pero el recibimiento en general no fue demasiado bueno. Sin embargo William Randolph Hearst, el magnate y dueño de los diarios en los que aparecía la tira, era un profundo admirador de Krazy Kat, hasta el punto de que llegó a dar órdenes directas de que la tira continuara publicándose.

### ¿Gato o gata?
"No seáis duros con Krazy. No es más que una sombra, atrapada en la telaraña de esta madeja mortal. Le llamamos Krazy (loco o loca) Kat (gato o gata), pero no es ninguna de las dos cosas. En alguna ocasión llegará hasta vosotros, gentes del crepúsculo, y su contraseña será el eco de una campana que tañe a vísperas, y su vehículo un soplo de céfiro del Oeste. Perdonadle, porque no le comprenderéis mejor que nosotros, que nos demoramos a este lado de la valla. Krazy es como un espíritu, como un elfo, que no tiene sexo. De modo que no puede ser femenino ni masculino. Es un espíritu -un duende- capaz de deslizarse en el interior de todo".

"George Herriman, a pregunta de Frank Capra sobre el sexo de Krazy".

El sexo de Krazy nunca queda demasiado claro y varía de tira a tira. Muchos autores post-Herriman, empezando por E. E. Cummings, se refirieron a Krazy, erróneamente, solo como hembra, pero Herriman siempre se mostró ambiguo y en varias planchas de la serie bromea con esta incertidumbre. El examen de las primeras tiras de Krazy Kat llevaría a pensar en que Herriman pensó inicialmente en Krazy como una gata ya que la dibujó embarazada, y que posteriormente fue diluyendo su identidad para crear el espíritu libre que deseaba para su personaje. Sin embargo, no hubo dudas a la hora de definir el sexo del oficial Pupp (Cachorro) ni del ratón Ignatz, que tiene mujer e hijos. Posiblemente, la reacción del público ante la indefinición de Krazy como "él" o "ella" provocó que Herriman decidiera mantener la incertidumbre y jugar con ella.
Sin embargo, esta indefinición sexual propició que la tira fuera acusada de homosexualidad latente. Si Krazy era gata, no existía mayor problema en que el oficial Pupp la amara y que ella, así mismo, amara al ratón; pero si Krazy era gato, las cosas ya resultaban muy diferentes. Un gato, en este caso macho, enamorado de un ratón, otro macho de una especie diferente, que además estaba casado, y que la maltrataba (violencia de género) era una combinación demasiado explosiva para el conservadurismo de la época. A pesar de todo, no faltaron críticos que definieron la relación entre los personajes como algo estrictamente amoroso, y sin ningún carácter sexual, con lo que el sexo del gato quedaba en un segundo plano. También se puede interpretar como una forma más del universo creado por Herriman: un mundo propio, con un grafismo único en el que las leyes de la lógica racional son constantemente subvertidas.
Muchos personajes en la tira usan "he" o "him" para referirse a Krazy, probablemente como el género neutral "they". Muchas veces inaplicable en español.

### El lenguaje
George Herriman era de Nueva Orleans, estado dotado de un fuerte mestizaje, que le permitió hablar con fluidez inglés, francés y español así como varios dialectos y algo de navajo. Mezclando todas estas lenguas recreó el lenguaje en el que se iban a expresar sus personajes, un habla propia, repleta de faltas de ortografía, cercana a los coloquialismos del pueblo llano; al mismo tiempo le permitía introducir ingeniosos juegos de palabras para los lectores más cultos. Destacable es sobre todo el uso de la letra "K", que lo emparenta con un primigenio cómic underground, con la muy peculiar excepción del condado de Coconino.
Los pasajes, muy descriptivos, mezclan un lenguaje excéntrico y a menudo aliterado con diálogos fonéticos y una gran sensibilidad poética: "Agathla, centuries aslumber, shivers in its sleep with splenetic splendor, and spreads abroad a seismic spasm with the supreme suavity of a vagabond volcano".

#### El problema de la traducción
La especial idiosincrasia de los diálogos usado por Herriman, con su degeneración del lenguaje, sus juegos de palabras y su mezcla de idiomas, hace que sea prácticamente imposible una traducción satisfactoria, sobre todo si el español forma parte de esa peculiar mezcla usada por el dibujante. Partiendo de la base de que para leer y disfrutar en toda su magnitud de Krazy Kat hay que hacerlo en su idioma original, existen notables traducciones al castellano aunque ninguna, por motivos obvios, perfecta. La inclusión, obligatoria, de constantes notas aclaratorias, puede llegar a ser farragosa para el lector a pesar de que son necesarias. 
Sirva como ejemplo la página del 15 de enero de 1927: Krazy le confiesa a Ignatz que su madre le dijo que la encontró "en un corazón de rosa". Dicha expresión no existe en español e invalida buena parte del chiste, ya que si bien las cigüeñas traen niños y así entendemos el significado de la primera frase, no se da la fluidez necesaria en la narración. Igualmente, las expresiones que cruzan entre sí Papá Noel y una cigüeña, mientras se juegan a los dados a ver quién entra por la chimenea, son diferentes en la traducción; si bien, en este caso, se conserva el espíritu a costa de eliminar un argot difícil de integrar en la historia. De otro lado, la cigüeña que interviene se refiere a Krazy como brunette, es decir morena y el traductor opta arbitrariamente por moreno, adjudicando al personaje un sexo opuesto al que el autor quiere dar a entender que posee en esa historia.
Las divergencias en la traducción llegan incluso a los nombres propios de los personajes, que varían según las ediciones. El oficial Pupp se traduce como Agente Cachorro en algunas ediciones, u Ofissa Pupp (respetando el original) en otras. Y algunos personajes secundarios también sufren variaciones. Por ejemplo Dum Bill Bee se traduce como Abejorro vagabundo en algunas ediciones o se deja tal cual en otras.

### Paisajes
Krazy Kat tiene lugar en una muy estilizada versión del condado de Coconino, Arizona, que Herriman embellece llenando su páginas de paisajes típicos de Painted Desert y Monument Valley, una región de tierras baldías de Arizona del Norte. Estos paisajes, que actúan de fondos del escenario, tienden a cambiar abruptamente de una viñeta a otra, a pesar de que los personajes de la tira permanezcan estáticos. Los paisajes son para Herriman un personaje más, tan importante como los animales que lo pueblan. Es evidente el estilo visual de todo el sudoeste americano, con sus tejados de arcilla, sus árboles plantados en macetas o diseños que imitan al arte navajo, pueblo nativo estadounidense propio de esa región. También hay referencias a la cultura mexicana-estadounidense. A Herriman le gustaba experimentar con diseños no convencionales en las páginas dominicales, incluyendo viñetas de varios tamaños o formas, dispuestas de la forma que él creía más adecuada para contar la historia. Bill Watterson, el creador de Calvin y Hobbes, y admirador de Herriman, al que consideraba una de sus influencias, se quejaba amargamente de la libertad creativa de los dibujantes de principios de siglo cuando intentó, con poca fortuna, introducir formas poco usuales en sus tiras dominicales.

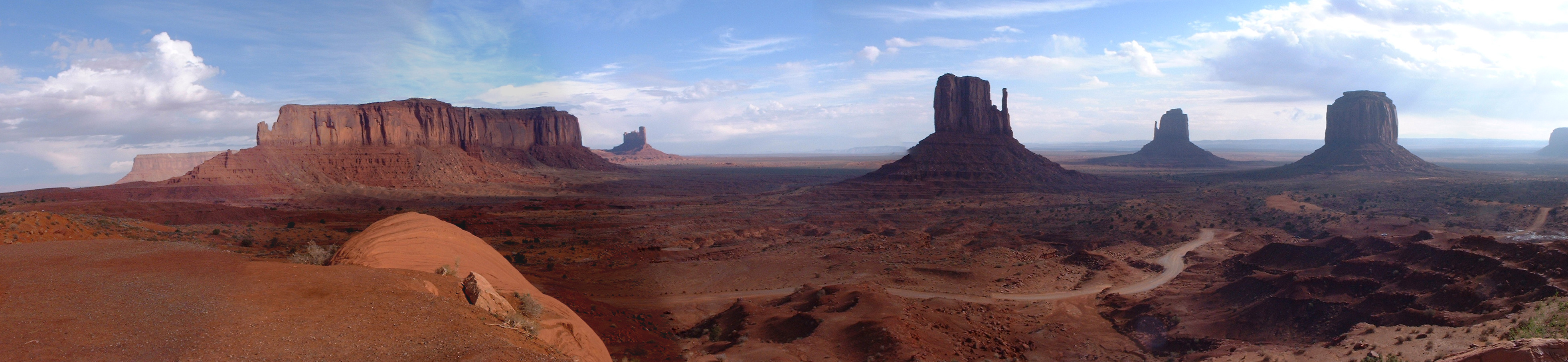
Monument Valley, Arizona.

## Personajes

### Krazy Kat

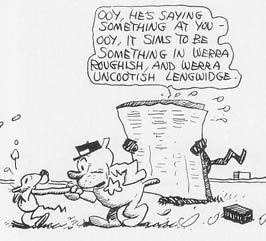
Ignatz ha sido arrestado por el oficial Pupp (un personaje secundario) por intentar tirar un ladrillo a Krazy Kat. Detrás del periódico, Krazy está leyendo, y describiendo, la misma tira cómica en la que están apareciendo. Publicada el 16 de abril de 1922.

Ingenuo y curioso, el personaje que da nombre a la tira cómica pasa sus días en el condado de Coconino sin demasiadas preocupaciones. Krazy Kat (la Gata Loca) hace uso de un argot muy estilizado; fonéticamente hablando es una especie de mezcla entre inglés, francés, español, yiddish y otros dialectos, usualmente identificados como originales del yat, un dialecto de Nueva Orleans (lugar de nacimiento de Herriman). Krazy goza bailando y cantando para expresar su eterna alegría, y ama locamente al ratón Ignatz, hasta el punto de creer que cada ladrillo que el ratón le lanza es una demostración de que él le corresponde. Krazy ignora totalmente la rivalidad entre Ignatz y el oficial Pupp, y se toma las frecuentes peleas entre ambos y los encarcelamientos de Ignatz como inocentes juegos de persecución ("Ever times I see them two playing games togedda, Ignatz seems to be It"). En las ocasiones en las que Ignatz es recluido sin haberle lanzado el ladrillo, Krazy se siente abandonada y se pregunta, con añoranza, dónde estará su amado ratón.

### Ignatz
El ratón Ignatz (el ratón Ignacio o Ignatz Mouse en el original) es un ratón antropomórfico: amor no correspondido de Krazy Kat, su mayor deleite es acertar con un ladrillo en la cabeza del gato, cosa que ocurre con bastante frecuencia. Para llevar a cabo sus planes, siempre bajo la atenta y suspicaz mirada del oficial de policía Pupp, Ignatz esconde sus ladrillos, se disfraza o pide la ayuda de otros habitantes del condado de Coconino, aunque sin revelarles nunca sus verdaderas intenciones. Para alivio del ratón, Krazy Kat tiene una capacidad innata para estar siempre donde este se encuentre, impaciente por recibir, según la trastornada mente del gato, la enésima muestra de afecto en forma de ladrillo en su cabeza. Ignatz está casado y tiene tres hijos, aunque raramente aparecen.

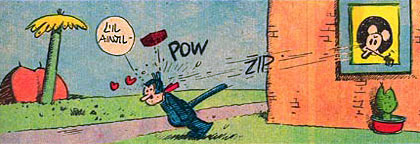
Krazy Kat recibiendo un ladrillazo de Ignatz, que ella recibe como una muestra de amor. Publicada el 7 de abril de 1937.

Irónicamente, aunque Ignatz parece tener aversión hacia Krazy Kat y constantemente le lanza ladrillos a la cabeza, una tira muestra que su antepasado, el ratón Marco Antonio (Mark Antony Mouse), estaba enamorado de un antepasado de Krazy, una gata princesa de Egipto a la que llamaba Estrella del Nilo, pagando a un escultor para que tallase en un ladrillo un mensaje de amor. El ratón fue arrestado tras tiró a la gata el ladrillo, pero ella expresó su amor por él gracias a ello, y desde ese día el ratón le lanza ladrillos a la gata para decirle que la ama: eso podría explicar porque Krazy Kat interpreta cada ladrillazo de Ignatz como muestras de amor. En otra tira Krazy besa a Ignatz mientras duerme, y aparecen corazones sobre la cabeza del ratón.

### Personajes secundarios
Aparte de los dos protagonistas principales, Herriman dotó al universo de Krazy Kat de numerosos personajes secundarios que hacen aún más patente el surrealismo del condado de Coconino. Como por ejemplo el oficial Bull Pupp, un perro policía, garante de la ley y el orden ("Limb of Law and Arm of Order") del condado de Coconino. De nombre Bull y de raza bulldog, su posición en la tira es la de proteger a Krazy, a la que ama secretamente, de los ataques de Ignatz. Las veces que sorprende al ratón cometiendo fechorías lo recluye en la cárcel de Coconino. La aversión mutua que sienten Ignatz y Pupp es tal, que no es necesario que Krazy esté involucrada para que disfruten importunándose uno al otro, Kolin Kelly, un perro fabricante de ladrillos, que actúa frecuentemente como suministrador de tal material al ratón Ignatz; sin embargo desconfía todo el tiempo del ratón. La señorita Kwakk Wakk, una pata regañona, que viste un casquete o gorra (en inglés pillbox hat), que a menudo informa al oficial Pupp de las fechorías de Ignatz. Joe Stork (a veces traducido como Joe Cigüeña), "purveyor of progeny to prince & proletarian" (que se podría traducir como "proveedor de progenie [descendencia] a príncipe y proletario"), que acostumbra a ofrecer bebés indeseados al resto de personajes (en una tira Ignatz intenta engañarle para que le lance un ladrillo a la cabeza de Krazy desde lo alto, en pleno vuelo). Otros personajes menos frecuentes serían Walter Cephus Austrige; Bum Bill Bee (a veces traducido como Abejorro vagabundo), un insecto que está de paso, Don Kiyote, un solemne y aristocrático coyote mexicano; Mock Duck, una ave clarividente de origen chino de aspecto similar a un culi (en algunos países orientales, trabajador o sirviente indígena) que posee una tienda de limpieza; o los primos de Krazy, Krazy Katbird and Krazy Katfish y Mathilda, la mujer de Ignatz, y sus tres hijos.
Una lista parcial de secundarios incluiría a Oficial Pupp, Milton Mouse, Marshall Mouse, Irving Mouse, Don Kiyote (anteriormente Daniel de "Daniel y Pansy") y Sancho Pansy, Joe Stork, Mock Duck, Kolin Kelly ("el hacedor de ladrillos"), Walter Cepius Austridge, Krazy Katbird, Osker Wildcat, Krazy Katfish, Gooseberry Sprig, J. Turtle, Kristofer Kamel, Joe Bark (el que odia la luna), Tía Tabby and Tío Tomm Katt, Alec Kat, Mr. Wough Wuph Wuff (Magnate del hueso), Pauline Parrot, Matilda Mouse, Sta. Kwak Wak, Mimi, Sta. Kiskidee Kuku, Kitten Kat, Marmaduke Mouse, Mr. Meeyowl, Anita Gata Blanca, Terry P. Turtle, Barney Borracho, y Bum Bill Bee, entre otros muchos de apariciones muy esporádicas.

## Adaptaciones a cine y televisión
Krazy Kat fue llevada al campo de la animación en numerosas ocasiones. La principal característica de estas adaptaciones era que el sexo del gato ya no era dudoso, era macho o hembra y que el gato era el protagonista, en detrimento del ratón Ignatz, que no hacían acto de presencia. Los cortometrajes más tempranos fueron producidos por William Randolph Hearst en 1916, con la compañía Hearst-Vitagraph News Pictorial y, más tarde, la International Film Service (IFS) en 1918. En ninguno de estos trabajos participó el autor original, George Herriman. Tras un lapso de dos años en 1920 Bray Productions, propiedad de John R. Bray, empezó a producir una serie de cortos de Krazy Kat.

En 1925, el pionero de la animación Bill Nolan quiso llevar otra vez la tira a la pantalla. Tras un intento inicial de acuerdo con Associated Animators, a la disolución de esta, consiguió que Margaret J. Winkler aceptara distribuir su trabajo. A diferencia de anteriores adaptaciones, Nolan no se basó en las historias, personajes o situaciones originales de la tira. El gato de los cortos de Nolan era explícitamente masculino, y su diseño y personalidad le acercaban mucho a Félix el gato. 

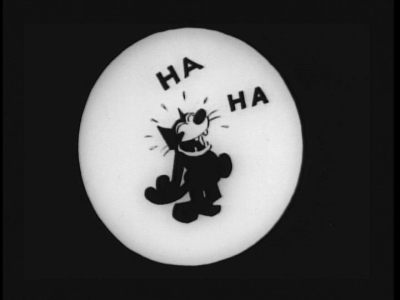
Una escena de la risa de el gato Félix en el cortometraje «Felix in Hollywood» (1923).

 Es muy probable que esto se debiera a que Nolan estuvo trabajando durante un tiempo en el estudio de Pat Sullivan, uno de los autodenominados creadores del gato Félix. Eran cortometrajes mudos, así que se recurrió a los bocadillos para mostrar los diálogos de los personajes.
El marido de Winkler, Charles B. Mintz, decidió tomar el control de la operación. Tras crear su propio estudio, Charles Mintz Screen Gems, empezó a producir los primeros cortometrajes sonoros de Krazy Kat, siendo el primero de ellos Ratskin, estrenado en 1929. En 1930, decidió trasladar todo su equipo a California, y allí rediseñaron al personaje del gato. Los personajes se distanciaron estéticamente de los de la tira, y el Krazy Kat de Mintz era, como muchos otros personajes de dibujos animados de principios de los años 1930, una versión del personaje de Walt Disney Mickey Mouse, y sus aventuras se limitaban al simple slapstick con su novia (muy parecida al gato, a semejanza de Mickey y Minnie Mouse) y su leal mascota, un perro. En 1936, la animadora Isadore Klein, con el permiso de Mintz, fue responsable de Lil' Ainjil, el único cortometraje de Mintz que intentó reflejar la tira cómica original. Sin embargo Mintz se sintió tan "terriblemente decepcionado" con el resultado, que ordenó que se continuara con el Krazy-Mickey. En 1939, Mintz, a raíz de las deudas contraídas con su distribuidora Columbia Pictures, tuvo que venderles su estudio. El último cortometraje de Krazy Kat aún producido bajo el nombre de Screen Gems, Mouse Exterminator, se estrenó en 1940.

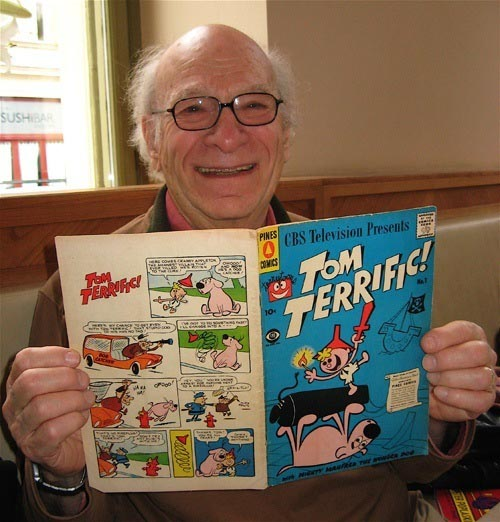
Gene Deitch produjo la serie de animación de Krazy Kat en 1962.

El director de animación Gene Deitch, con la productora Rembrandt Films de Praga, Checoslovaquia (actual República Checa) produjo una serie de animación de Krazy Kat entre 1962 y 1964, que ayudó a dar a conocer al personaje entre la generación del Baby boom. A diferencia de adaptaciones anteriores, los cortos de Deitch se concibieron para televisión y estéticamente estaban muy próximos a la tira original de Herriman; desde el uso del mismo estilo para el escenario y los fondos, a la presencia del ratón Ignatz. Sin embargo, al igual que anteriores cortos de los años 1930, el sexo de Krazy estaba definido, en este caso se trataba de una gata. En los cortos anteriores, la adaptación estaba tan alejada de la obra original que el sexo del gato era indiferente; pero en los cortos de Deitch se intentó ser lo más fiel posible a la tira de Herriman, y la elección de Krazy Kat como personaje inequívocamente femenino se debió porque Herriman no sabía si Krazy bebía ser hembra. Penny Phillips prestó su voz a Krazy mientras que Paul Frees se encargaba de la de Ignatz. Jay Livingston y Ray Evans compusieron la música de la mayoría de los episodios. Desgraciadamente la desigual animación y deficiente sincronización de las voces es común en esta serie y al parecer el oficial Bull Pup (un personaje secundario) también tuvo su propia serie de cortos que al parecer se ocultas de las caricaturas. Muchos de los episodios están disponibles en DVD.

## Legado e influencias
En Krazy Kat la poesía nace de cierta terquedad lírica del autor que repite hasta el infinito su anécdota, haciendo siempre variaciones de un mismo tema (…). En una historieta semejante, el espectador, no solicitado por el gag desbordante, por la referencia realista o caricatural, por una llamada al sexo o a la violencia, substraído a la rutina de un gusto que lo lleva a buscar en los cómics la satisfacción de unas determinadas exigencias, descubre la posibilidad de un mundo puramente alusivo, un placer de tipo “musical”, un juego de sentimientos no banales.
Umberto Eco

Si le das al lector un fondo blanco, su tendencia es la de suplir ese fondo con su propia imaginación y experiencia. Eso lo aprendí del cómic que más me influenció en mis inicios, Krazy Kat. Si uno se fija en los primeros trabajos de George Herriman, se observa que tenía un instinto visceral para este tipo de cosas. Cuando era niño y lo estudiaba pensaba: "Chico, este tipo consiguió algo muy grande aquí".
Will Eisner

Elegida en 1999 en el primer lugar en la lista de la revista The Comics Journal de los mejores cómics del siglo XX (incluyendo tanto tiras cómicas como comic books); y una de las veinte tiras elegidas en 1995 de las Comic Strip Classics para incluirse en sellos conmemorativos del servicio postal de Estados Unidos, Krazy Kat fue una de las primeras obras de historieta en suscitar el aprecio de los intelectuales, dentro y fuera de su país de origen. Es notable el prólogo encomiástico que escribió, para la primera recopilación de la obra en formato libro, en 1946, el conocido poeta estadounidense E. E. Cummings.
Mientras que los cortometrajes del El Correcaminos y El Coyote Wile, de Chuck Jones, sitos en un entorno visual muy parecido, son el trabajo más conocido que remite directamente a la obra de Herriman, la tira sigue influenciando a dibujantes y artistas hasta el día de hoy. Patrick McDonnell, creador de la tira cómica Mutts y coautor del libro Krazy Kat: The Comic Art of George Herriman, la cita como su "principal influencia". Bill Watterson reconoce en Krazy Kat una de sus tres mayores influencias (junto con Peanuts y Pogo). Watterson recuperaría la práctica de experimentar con las formas y los tamaños de las viñetas en sus tiras dominicales. Charles M. Schulz (Peanuts) y Will Eisner reconocieron que se decantaron por el mundo de los cómics tras el impacto causado por la lectura de Krazy Kat en sus años de formación. Jules Feiffer, Philip Guston y Hunt Emerson muestran la impronta y el estilo de Kat en sus trabajos. La tira cómica de Larry Gonick, Kokopelli & Company está situada en "Kokonino County", homenaje al exótico paraje de Herriman. Chris Ware admira la tira, y su editorial habitual, Fantagraphics Books, está reimprimiendo toda la obra en volúmenes diseñados por el propio Ware; incluyendo reproducciones inéditas de Herriman, algunas donadas por el propio Ware. En los años 1980 la tira cómica Eyebeam, de Sam Hurt, muestra una clara influencia de Herriman; particularmente en los continuos cambios de fondo. Fuera del ámbito de los historietistas, el escritor Jay Cantor, en su novela Krazy Kat (1987) usa al personaje de Herriman para analizar la reacción de la humanidad a las armas nucleares, mientras que Michael Stipe, vocalista de la banda de rock R.E.M, lleva un tatuaje de Ignatz y Krazy.
A modo de anécdota, en "Bob Esponja. La Película" (2004), durante la escena protagonizada por Bob Esponja y Patricio Estrella en el bar Goofy Goobers, se aprecia que las paredes de dicho local están adornadas con dibujos de Krazy Kat. Ello supone un ejercicio de "cuadro dentro del cuadro", recurso este utilizado a lo largo de la historia de la pintura para añadir algún significado suplementario al tema principal de cuadro o para, como es el caso, citar las influencias de las que se parte en la obra elaborada. De modo que este homenaje a Krazy Kat en la película se convierte en un reconocimiento al origen del humor surrealista y adulto del personaje Bob Esponja.
En el cómic español, es destacable la influencia de Krazy Kat en autores como Alfons Figueras, creador de personajes como Aspirino y Colodión (1966) y Topolino, el último héroe (1968).

## Reediciones
Desde la muerte de Herriman en 1944 y la cancelación de la tira, las reediciones de Krazy Kat han sido muy esporádicas. La primera colección, publicada por Henry Holt & Co. en 1946, solo dos años después de la muerte del autor, era un compendio de 200 tiras seleccionadas. En Europa, la tira fue reeditada inicialmente en Italia en la revista Linus en 1965, y luego apareció en las páginas de la revista francesa Charlie Mensuel desde 1970, y posteriormente en formato álbum por la editorial Futuropolis en los años 1980. En 1969, Grosset & Dunlap produjo una colección única con episodios y secuencias seleccionadas que abarcaban toda la historia de la tira. La holandesa Real Free Press publicó cinco ediciones de "Krazy Kat Komix" en 1975, que contenían, aproximadamente, unas cien tiras cada una; cada portada fue diseñada por Joost Swarte. Sin embargo, por la dificultad de obtener copias de calidad de los periódicos originales, no hubo ningún proyecto serio de lanzar una colección completa de la tira hasta pasados los años 1980.
Todas las tiras dominicales (Sunday Strips) de 1916 a 1924 fueron reimpresas por Eclipse Comics en cooperación con Turtle Island Press. La intención era reeditar todas las tiras dominicales de Krazy, pero el proyecto se abortó tras el cierre de la editorial. A partir de 2002, Fantagraphics Books continuó la edición de las tiras dominicales desde el momento en que Eclipse lo dejó; a fecha de 2008, Fantagraphics ha sacado diez ediciones, diseñadas por Chris Ware, que llegan hasta 1944 y que incluyen todas las tiras dominicales de Krazy Kat, y dos volúmenes en edición limitada que incluyen los diez libros completos previamente publicados con cinco libros en cada volumen. Los futuros planes de Fantagraphics son reeditar en el mismo formato las tiras previamente impresas por Eclipse (descatalogadas). Tanto las ediciones de Eclipse como de Fantagraphics incluyen rarezas como antiguos dibujos de Herriman anteriores a Krazy Kat. Kitchen Sink Press, en asociación con Remco Worldservice Books, editó dos volúmenes de las tiras dominicales de 1935 a 1937, ya en color, pero al igual que Eclipse el trabajo quedó interrumpido por el cierre de la editora; su trabajo también lo reanudó Fantagraphics.
Las tiras diarias de 1921 a 1923 fueron reeditadas por Pacific Comics Club. Los volúmenes de 1922 y 1923 obviaron un pequeño número de tiras que han sido reeditadas por Comics Revue. Comics Revue también ha publicado todas las tiras diarias desde el 8 de septiembre de 1930 hasta el 31 de diciembre de 1934. En 2007 Fantagraphics lanzó una única edición que comprendía las tiras diarias de 1910 y 1920, y planea lanzar una reedición completa de toda la tira.
Publicaciones aisladas de la tira, tanto diaria como dominical, han aparecido en varias colecciones. Pero la colección más completa disponible de tiras se encuentra en Krazy Kat: The Comic Art of George Herriman, publicado en 1986 por Harry N. Abrams, Inc. Incluye una detallada biografía de Herriman y es el único trabajo editado que ha reimpreso tiras diarias posteriores a 1940. A pesar de contener más de 200 tiras, incluyendo muchas tiras dominicales en color, es parco en material de 1923 a 1937.
Ediciones de Eclipse Comic
Tiras dominicales
- Krazy & Ignatz. 1916. ISBN 0-913035-49-1.
- The Other Side To the Shore Of Here. 1917. ISBN 0-913035-74-2.
- The Limbo of Useless Unconsciousness. 1918. ISBN 0-913035-76-9.
- Howling Among the Halls of Night. 1919. ISBN 1-56060-019-5. OCLC 22660089.
- Pilgrims on the Road to Nowhere. 1920. ISBN 1-56060-023-3.
- Sure As Moons is Cheeses. 1921. ISBN 1-56060-034-9.
- A Katnip Kantata in the Key of K. 1922. ISBN 1-56060-063-2.
- Inna Yott On the Muddy Geranium. 1923. ISBN 1-56060-066-7.
- Shed a Soft Mongolian Tear. 1924. ISBN 1-56060-102-7.
- Honeysuckil Love is Doubly Swit. 1925. ISBN 1-56060-203-1. «no publicado».
- At Moonrise by the Old Smoke Tree. 1937. «tiras en color, no publicado».
- My Sodium Poppa. 1838. «tiras en color, no publicado».

Ediciones de Kitchen Sink Press
Tiras dominicales
- The Komplete Kolor Krazy Kat: 1935-1936. 1935–36. ISBN 0-924359-06-4. Consultado el 1 de enero de 2012.
- The Komplete Kolor Krazy Kat: 1936-1937, Volumen 2. 1936–37. ISBN 0-924359-07-2. Consultado el 1 de enero de 2012. «distribución limitada».

Ediciones Fantagraphics Books
Tiras dominicales. Se inicia en 1925 ya que continúa el trabajo de Eclipse.
- Krazy & Ignatz in There Is A Heppy Lend Furfur A-Waay: The Komplete Kat Komics. 1925–1926. ISBN 1-56097-386-2.
- Krazy & Ignatz in Love Letters In Ancient Brick: The Komplete Kat Komics. 1927–1928. ISBN 1-56097-507-5.
- Krazy & Ignatz in A Mice, A Brick, A Lovely Night: The Komplete Kat Komics. 1929–1930. ISBN 1-56097-529-6. Consultado el 1 de enero de 2012.
- Krazy & Ignatz in A Kat Alilt with Song: The Komplete Kat Komics. 1931–1932. ISBN 1-56097-594-6.
- Krazy & Ignatz in Necromancy by the Blue Bean Bush: The Komplete Kat Komics. 1933–1934. ISBN 1-56097-620-9. 
  - Krazy & Ignatz: The Complete Sunday Strips. 1925–1934. ISBN 1-56097-522-9. «Colección con los primeros cinco volúmenes en uno solo de tapa dura. Sólo se imprimieron mil copias, sólo accesibles por venta directa del distribuidor».
- Krazy & Ignatz in A Wild Warmth of Chromatic Gravy: The Komplete Kat Komics. 1935–1936. ISBN 1-56097-690-X. «primer volumen en color».
- Krazy & Ignatz in Shifting Sands Dusts its Cheeks in Powdered Beauty: The Komplete Kat Komics. 1937–1938. ISBN 1-56097-734-5.
- Krazy & Ignatz in A Brick Stuffed with Moom-bins: The Komplete Kat Komics. 1939–1940. ISBN 1-56097-789-2.
- Krazy & Ignatz in A Ragout of Raspberries: The Komplete Kat Komics. 1941–42. ISBN 1-56097-887-2.
- Krazy & Ignatz in He Nods in Quiescent Siesta: The Komplete Kat Komics. 1943-44. ISBN 1-56097-932-1. 
  - Krazy & Ignatz: The Complete Sunday Strips. 1935–1944. «Colección con los últimos cinco volúmenes en uno solo de tapa dura. Sólo se imprimieron mil copias, sólo accesibles por venta directa del distribuidor. ISBN n/a».
- Krazy & Ignatz: The Kat Who Walked in Beauty: The Panoramic Dailies of 1920. ISBN 1-56097-854-6. «Colección de tiras y secuencias de Herriman inéditas, así como muchas rarezas. Edición única limitada 11" x 15" tapa dura horizontal».

Ediciones Harry N. Abrams, Inc
- Krazy Kat: The Comic Art of George Herriman. 1986. «Antología publicada con abundantes tiras de "Krazy Kat". Tapa blanda ISBN 0-8109-9185-3, tapa dura ISBN 0-8109-8152-1».

## Ediciones en español
La tira se ha traducido en ocasiones como La Gata Loca, pero Oscar Masotta ha destacado la errónea traducción de los años 1930 para el suplemento del Diario Crítica, que trastocaba los sexos de los personajes, de tal forma que la tira pasaba a estar protagonizada por el "Gato Loco" y la rata "Palmira".
Sin embargo, apenas ha habido traducciones al español de Krazy Kat, en parte por la dificultad de la traducción; más allá de planchas ocasionales en alguna revista o de una ficha en Historia de los Cómics escrita por Javier Coma. La adaptación de dibujos animados por Gene Deitch, por su parte, fue doblada en español para la televisión hispanoamericana (uno de los pocos programas de dibujos animados doblado en Puerto Rico mientras ese país tuvo una industria de doblaje, entre finales de los 1960 y principios de los 1970).
La editorial Eseuve publicó en 1990 una antología de páginas dominicales, dentro de la serie "Obras maestras", con prólogo de Javier Coma. Solo se editaron tres volúmenes de esta colección, el primero dedicado a Las aventuras de Dickie Dare, el segundo a Krazy Kat y el tercero a Jungle Jim. Fueron ediciones limitadas de solo mil ediciones.
En 1996 Norma Editorial publicó la edición española del segundo volumen de la edición de Kitchen Sink Press, tiras dominicales correspondientes a 1936-1937.
Desde diciembre de 2006 la Editorial Planeta está publicando, en su colección Biblioteca Grandes del Cómic, una edición de Krazy Kat, reproduciendo fielmente la colección de Fantagraphics Books, por lo tanto se inicia en 1925. La colección es idéntica a su homóloga estadounidense, incluidas las portadas, excepto en el papel: de tono ahuesado en la original y blanco en la española, pero de similar calidad y que la edición española es en tapa dura, y la estadounidense en rústica. A fecha de 2010, Planeta ha publicado nueve volúmenes.
En 2009 el editor portugués Manuel Caldas publicó una selección de planchas restauradas, con traducción de Diego García e introducción de Álvaro Pons.
En 2023, Ediciones La Cúpula publica un ejemplar en gran formato y tapa dura que contiene las tiras de prensa de 1916 y 1917, con traducción de Rubén Lardín y textos introductorios de este y Álvaro Pons. Obtiene el premio del Ministerio de Cultura a los libros mejor editados en 2023.
Edición de Editorial Eseuve
- Krazy Kat: Antología. ISBN 84-87301-19-3. «Colección Obras Maestras».

Edición de Norma Editorial
- The Komplete Kolor Krazy Kat. Volumen II. 1936-1937. ISBN 84-7904-325-3.

Ediciones Editorial Planeta
- Krazy & Ignatz Nº 01. 1925-1926. ISBN 84-674-3273-X.
- Krazy & Ignatz Nº 02. 1927-1928. ISBN 978-84-674-3758-4.
- Krazy & Ignatz Nº 03. 1929-1930. ISBN 978-84-674-3759-1.
- Krazy & Ignatz Nº 04. 1931-1932. ISBN 978-84-674-3760-7.
- Krazy & Ignatz Nº 05. 1933-1934. ISBN 978-84-674-3761-4.
- Krazy & Ignatz Nº 06. 1935-1936. ISBN 978-84-674-6009-4.
- Krazy & Ignatz Nº 07. 1937-1938. ISBN 978-84-674-6010-0.
- Krazy & Ignatz Nº 08. 1939-1940. ISBN 978-84-674-6960-8.
- Krazy & Ignatz Nº 09. 1941-1942. ISBN 978-84-674-8022-1.

Edición de Libri Impressi
- Krazy Kat + Ignatz + Pupp. ISBN 978-989-95999-8-7. «Una Kolección de planchas en kolor kompletamente restauradas».  Edición de La Cúpula
- Krazy Kat. George Herriman. 1916-1917. ISBN 978-84-18809-60-6